# Strephonota strephon
Strephonota strephon is een vlinder uit de familie van de Lycaenidae. De wetenschappelijke naam van de soort is voor het eerst geldig gepubliceerd in 1775 door Johann Christian Fabricius. De soort is bekend uit Brazilië, de Guyana's en Peru.